# 饥饿

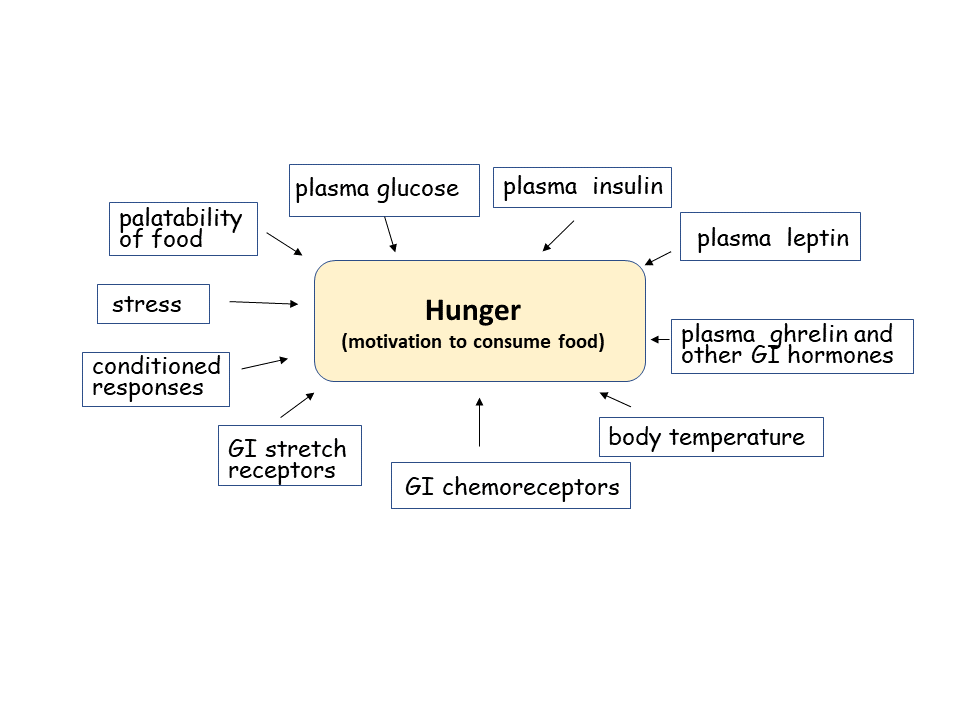
影响饥饿感与饱腹感的生理信号及受器

饥饿（hunger）是因机体对食物需求而引发的生理不适感，一般伴随胃部的各种不舒服感觉，以及虚弱甚至昏厥。在政治、人道主义援助和社会科学领域，“饥饿”的定义为个体因缺乏足够的体力或经济能力，在一段持续时间内无法摄入满足基本营养需求的食物。在解决饥饿问题的领域中，“饥饿”一词的使用含义，经常超出了人类普遍存在的对食物的渴望（食欲）。当营养不良现象普遍存在，且有人因无法获得足够营养的食物而开始死于饥饿时，即可宣布发生饥荒。
历史上，世界部分地区的居民常遭遇长期饥饿。许多情况下，饥饿由战争、瘟疫或恶劣天气引发的粮食供应中断所致。二战后数十年间，技术进步与政治合作的加强曾让人们认为有望大幅减少受饥饿影响的人数。尽管各地进展不一，但到2015年，极端饥饿的威胁已在世界大部分人口中得到遏制。根据粮农组织（FAO）2023年《世界粮食安全与营养状况》报告，这一积极态势自2017年左右开始逆转，慢性饥饿人口数量出现逐步上升。受新冠肺炎疫情影响，2020年和2021年营养不良人口再次增加。2022年随着全球经济回暖有所回升，但乌克兰危机对国际粮食市场的冲击使得全球饥饿状况的改善幅度受到限制。
尽管世界大多数人口依然居住在亚洲，自2017年以来饥饿人口增加主要集中在非洲和南美洲。粮农组织2017年报告指出近期饥饿人口增加的主要原因是气候、冲突和经济放缓。2018年报告将极端天气视为主要驱动力，并发现对极端天气最敏感的农业国中饥饿率上升尤为严重。2019年世界粮食安全与营养状况报告发现饥饿人口增加与经历经济放缓的国家高度相关。2020年报告关注实现可持续发展目标“零饥饿”的前景，警告若不扭转过去六年的不利趋势，到2030年慢性饥饿人口可能增加逾一亿五千万。2023年报告指出新冠疫情导致饥饿人口急剧增加，并于次年趋于平稳。联合国2025年报告显示全球饥饿人口已连续六年上升。
全球有数千个组织参与饥饿救济工作，活动层级涵盖地方、国家、区域和国际。部分机构专门从事饥饿救济，另有团体在多个领域并行运作。它们既包括多边组织以及各国政府和非政府组织，也有如独立救济食堂等小型地方项目。许多机构加入了跨机构网络，将数千家救济组织连接起来，以便协调行动。在全球层面，联合国负责总体协调，并以实现2030年可持续发展目标第2项“零饥饿”为宗旨，推动各方协作。

## 定义与相关术语
在研究或致力于缓解饥饿这一社会问题的领域，全球公认的一种定义与衡量方法是由联合国粮农组织提出的指标，通常称为慢性营养不足（在早期出版物中亦称“食物匮乏”“慢性饥饿”或简称“饥饿”）。对于粮农组织而言：
当“热量摄入低于最低膳食能量需求（MDER）”时，即被视为饥饿或慢性营养不足。MDER指维持轻度活动并保持身高对应的最低可接受体重所需的能量。由于气候和文化差异，联合国粮农组织针对不同国家设定了各自的MDER阈值。通常采用年度“收支平衡”方法，将最低膳食能量需求与估算的年总热量摄入进行对比。
联合国粮农组织在定义中区分了饥饿、营养不良和粮食不安全：
营养不良是指“宏量和/或微量营养素摄入不足、过量或失衡”。在联合国粮农组织定义下，所有处于饥饿状态的人均属于营养不良者，但营养不良者不一定处于饥饿状态。他们可能摄入足够的能量以避免饥饿，却缺乏必要的微量营养素；或因热量摄入过多而导致肥胖。
食品不安全是指人们面临无法持续获取满足其热量和营养需求的食物的风险或担忧。联合国粮农组织定义下，所有饥饿者均为食品不安全者，但并非所有食品不安全者都处于饥饿状态，尽管二者在严重情况下高度重叠。联合国粮农组织报告指出，食品不安全常导致儿童发育迟缓与成人肥胖同时出现。对于在全球或区域层面开展救济的机构而言，国际食品政策分类（IPC）正成为衡量食品不安全的重要指标。
急性饥饿通常用于描述类似饥荒的严重饥饿状态，但该术语尚无广泛接受的正式定义。在救济领域，面临“急性饥饿”的人群也可能同时遭受“慢性饥饿”，该词主要用于强调严重程度，而非持续时间。
并非所有从事饥饿救济的组织都采用联合国粮农组织对饥饿的定义。一些机构使用更广义的阐释，与营养不良的概念高度重叠。然而，这些替代性定义往往超出了“饥饿”作为一种痛苦或不适的动机状态的常见理解。对食物的渴求是所有人类——即使是最富有者——经常体验到的需求，本身并不构成社会问题。
当食品供应极度匮乏时，可称为“粮食不安全并伴有饥饿”。2006年，美国国家科学研究委员会下属国家统计委员会建议对该描述进行修改，以区分生理性饥饿状态与粮食可获得性指标。 粮食不安全是指由于家庭缺乏经济和其他资源，在一年中的某些时期，一名或多名家庭成员的食物摄入量减少，进食模式被打乱。 粮食安全统计通过调查数据衡量，基于家庭对能否获得足够食物以满足需求的自我报告。

## 世界统计数据

2022年，亚洲占全球受饥饿影响人口的55％（约4.02亿），非洲则占超过38％（约2.82亿）。

联合国每年发布全球粮食安全与营养状况报告。该报告由粮农组织（FAO）牵头编写，联合世界粮食计划署（WFP）、国际农业发展基金（IFAD）、世界卫生组织（WHO）和联合国儿童基金会（UNICEF）共同参与。2024年报告的主题聚焦于如何为实现可持续发展目标2.1和2.2筹集资金。FAO的年度报告提供了全球范围内饥饿现状的统计概览，被广泛视为跟踪饥饿问题的主要全球参考。然而，任何单一统计数据都无法完全反映饥饿的多维特性，原因包括：首先，FAO衡量饥饿的核心指标“营养不足”仅基于膳食能量供应，忽略诸如维生素或矿物质等微量营养素。其次，FAO以维持最低活动水平所需的能量为基准；许多人在FAO标准下可能不被认为处于饥饿状态，但其摄入量仍不足以完成较重的体力劳动，而这或许是他们唯一可从事的工作。第三，FAO统计并不总能反映短期营养不足的情况。

2021年至2022年，全球饥饿水平几乎保持不变，但仍远高于新冠疫情前水平。

根据联合国2025年报告，急性粮食不安全状态已连续六年在全球范围内上升。由于救援资金日益紧张，一种可能的解决方案是对可持续农业的投资；这种投资的成本效益是直接食品援助的四倍，但仅占人道主义资金的3%。
| 年份                       | 2005  | 2010  | 2015  | 2017  | 2018  | 2019  | 2020  | 2021  | 2022  | 2023  |
| -------------------------- | ----- | ----- | ----- | ----- | ----- | ----- | ----- | ----- | ----- | ----- |
| 全球营养不良人口数（百万） | 798.3 | 604.8 | 570.2 | 541.3 | 557.0 | 581.3 | 669.3 | 708.7 | 723.8 | 733.4 |
| 全球营养不良人口比例       | 12.2% | 8.7%  | 7.7%  | 7.1%  | 7.2%  | 7.5%  | 8.5%  | 9.0%  | 9.1%  | 9.1%  |

全球饥饿指数（Global Hunger Index，GHI）是衡量全球饥饿状况的替代指标。与联合国粮农组织（FAO）仅以热量摄入为标准不同，GHI在定义饥饿时还考虑了微量营养素摄入等因素，是一个多维度的统计工具，用于描述各国饥饿状况的发展及成效。GHI每年更新一次。2015年报告数据显示，自2000年以来全球饥饿水平下降了27%，但仍有52个国家处于严重或警戒状态。2019年报告则对自2015年起饥饿人数的回升表示担忧。除提供最新的饥饿与粮食安全统计数据外，GHI每年还聚焦不同的专题研究，2019年报告包含了一篇关于饥饿与气候变化的专题文章，证据表明气候变化脆弱地区的饥饿状况在近年尤为严重。

## 消除饥饿

### 第二次世界大战前
纵观历史，人类帮助饥饿者的需求虽非在所有社会中都得到普遍承认，但大多数情况下却被视为义不容辞的责任。 哲学家西蒙娜·韦伊指出，当个人具备资源却让他人饥饿，这与当时社会公认的最基本人类义务相违背。她认为，早在古埃及时期，许多人就相信必须援助饥饿者，以此在来世为自己辩护。韦伊写道，社会进步首先被认为是“……向这样一种人类社会状态过渡，在这种状态下，人们不再因饥饿而受苦。” 社会史学家卡尔·波兰尼则指出，在19世纪市场成为全球主导的经济组织形式之前，大多数社会要么全体饥饿，要么全体温饱，因为社区成员总会共享食物。
虽然《圣经》创世记中已有一些避免饥荒的原则被提出，但人们并不总能予以理解。 历史上的救济行动往往主要由宗教组织和个人施舍承担。即便到了近代早期，统治者对饥荒的应对仍常常显得茫然无措。自19世纪第一轮全球化浪潮开始，精英阶层开始更多地从全球视角关注诸如饥饿等问题；然而，由于这一时期与古典自由主义盛行阶段基本重叠，政治家对全球饥荒的干预呼声相对较低。
19世纪末至20世纪初，记者发起的宣传运动逐渐挑战了“政治家不应干预饥饿”这一观点。同时，学者与政界人士（如美国总统伍德罗·威尔逊）也开始更多呼吁对全球饥荒进行大规模干预。在政府和私人捐赠的资助下，美国通过美国救济署等机构，在第一次世界大战期间及战后数年向欧洲国家运送了数百万吨的食品援助。随着大众媒体在大萧条时期对国内饥饿问题的广泛报道，饥饿作为学术与社会议题在美国进一步凸显。

### 第二次世界大战后的措施
二战结束前，尽管自19世纪末起对饥饿救济的关注有所增加，David Grigg博士总结指出，世界饥饿问题在学术界和政治层面仍鲜少受到重视；而1945年后，相关议题的关注度迅速激增。
二战结束后，一个新的国际政治经济秩序逐渐形成，学界称之为“嵌入式自由主义”（Embedded liberalism）。在战争结束后的至少十年里，美国作为当时最具影响力的大国，大力支持应对世界饥饿并推动国际发展的努力。美国大幅资助联合国的发展项目，随后也支持了国际货币基金组织（IMF）和世界银行（WB）等多边机构的相关工作。
新成立的联合国成为协调全球抗击饥饿的主导机构。联合国有三大机构致力于促进粮食安全与农业发展：联合国粮食及农业组织（FAO）、世界粮食计划署（WFP）和国际农业发展基金（IFAD）。粮农组织是全球农业知识机构，为发展中国家提供政策和技术援助，以促进粮食安全、营养和可持续农业生产，尤其关注农村地区。世界粮食计划署的核心任务是将食品送到饥饿的贫困人口手中，该机构在紧急情况下提供干预，并利用粮食援助支持紧急事后的恢复，其长期抗饥措施有助于实现从恢复到发展的过渡。国际农业发展基金凭借对农村贫困的深刻理解和对贫困农村人群的专注，设计并实施项目，帮助他们获得克服贫困所需的资产、服务和机会。
二战后德国和日本成功重建后，国际货币基金组织与世界银行开始将关注重点转向发展中国家。许多民间组织亦积极投身抗击饥饿事业，尤其在20世纪70年代后期，全球媒体开始广泛报道埃塞俄比亚等地的饥荒困境，从而引发更多关注。最为重要的是，在20世纪60至70年代，绿色革命促进了先进农业技术在全球范围内的传播与应用。
从20世纪50年代中期开始，美国对全球饥饿问题的应对方式逐渐转变。一些政府高层人士对可能导致国家过度依赖政府的救援方法持审慎态度，担心此举会助长共产主义势力的扩展。到20世纪80年代，西方国家普遍放弃了对适度政府干预的共识，尤其是国际货币基金组织和世界银行开始推崇以市场为导向的解决方案。在一些国家对国际货币基金组织产生依赖的情况下，国际货币基金组织有时会要求这些国家优先偿还外债，并大幅削减公共服务支出，这在一定程度上对抗饥饿的努力产生了负面影响。

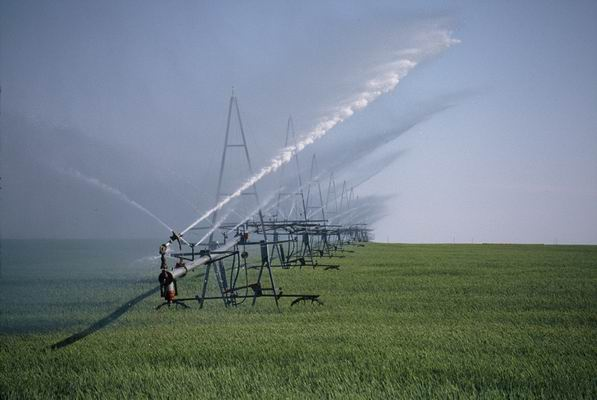
灌溉技术使用的增加在绿色革命中发挥了主要作用。

一些组织（如Food First）提出“粮食主权”议题，主张地球上几乎所有国家（除部分城邦外）都有足够的农业能力养活本国人口，但自1970年代后期至约2008年间，与国际货币基金组织和世界银行等机构相关的“自由贸易”经济秩序阻碍了这种可能性实现。世界银行则声称其是解决饥饿问题的一部分，强调各国应建设以出口为导向的经济体，通过出口获取购买国际市场粮食的财力。然而进入21世纪初，世界银行和国际货币基金组织对推行自由市场改革的立场变得不再教条化，逐步回归认为政府干预具有作用，并认为即使对于那些在农业领域没有比较优势的国家，政府通过有利于本国农业的政策支持粮食安全也仍是可取之举。截至2012年，世界银行依然积极帮助各国政府采取措施应对饥饿问题。
直到至少20世纪80年代——在某种程度上还包括90年代——学术界关于世界饥荒的主导观点一直认为，这是一个需求大于供给的问题。针对这一问题所提出的解决方案通常集中于提高粮食产量，有时也涉及节育。然而，这一观点并非毫无异议：早在20世纪40年代，联合国粮食及农业组织（FAO）首任总干事约翰·博伊德·奥尔（Lord Boyd-Orr）就将饥荒主要视为分配不公所致，并制定了全面的纠正方案。可当时很少有人赞同他的观点，他在未能获得美国和英国对其方案支持后被迫辞职。1998年，阿马蒂亚·森（Amartya Sen）因部分论证了现代饥荒并非通常由粮食短缺产生，而是源自食物分配问题或发达国家与发展中国家的政府政策，因而获得诺贝尔经济学奖。从此，人们普遍接受：世界饥荒既源于粮食生产问题，也源于流通过程中的分配问题。森于1981年发表的论文《贫困与饥荒论：论权利与匮乏》在形成这一新共识方面发挥了重要作用。
在2007年和2008年，迅速上涨的食品价格引发了一场全球粮食危机。数十个国家爆发了粮食骚乱；其中至少有两个国家——海地和马达加斯加——因此导致政府垮台。第二次全球粮食危机发生于2010年末至2011年初，起因同样是食品价格飙升。由于救援粮食储备更加充足，这一时期的粮食骚乱较少。然而，多位分析人士认为，此次粮食危机是阿拉伯之春爆发的原因之一。

### 自2008年全球金融危机以来的措施
21世纪初，八国集团（G8）等发达国家领导人对饥饿问题的关注度有所减弱。 2009年之前，抗击饥饿的大规模行动主要由重灾国政府、公民社会力量以及多边与区域性组织承担。2009年，教宗本笃十六世发布第三份通谕《在真理中的实践》（Caritas in Veritate），强调抗击饥饿的重要性。该通谕特选在当年7月G8峰会前夕发布，以最大化其对峰会的影响。在意大利中部城市拉奎拉举行的峰会上，《拉奎拉粮食安全倡议》正式启动，承诺投入总额达220亿美元的资金对抗饥饿问题。

粮食援助公约的批准国及（潜在）签署国：
已签署并生效的国家
已签署并批准（欧盟成员，欧盟已批准该条约）
已签署国家
已签署（欧盟成员，欧盟已批准该条约）
潜在签署国（欧盟成员，欧盟已批准该条约）
潜在签署国

2009年至2010年初，粮食价格大幅回落，但分析普遍认为这主要源于农民响应2008年价格飙升而扩大生产，而非政府强化行动的成果。然而自2009年G8峰会后，抗击饥饿已成为世界主要国家领导人的高度优先议题，并成为2012年二十国集团（G20）峰会的核心议程。

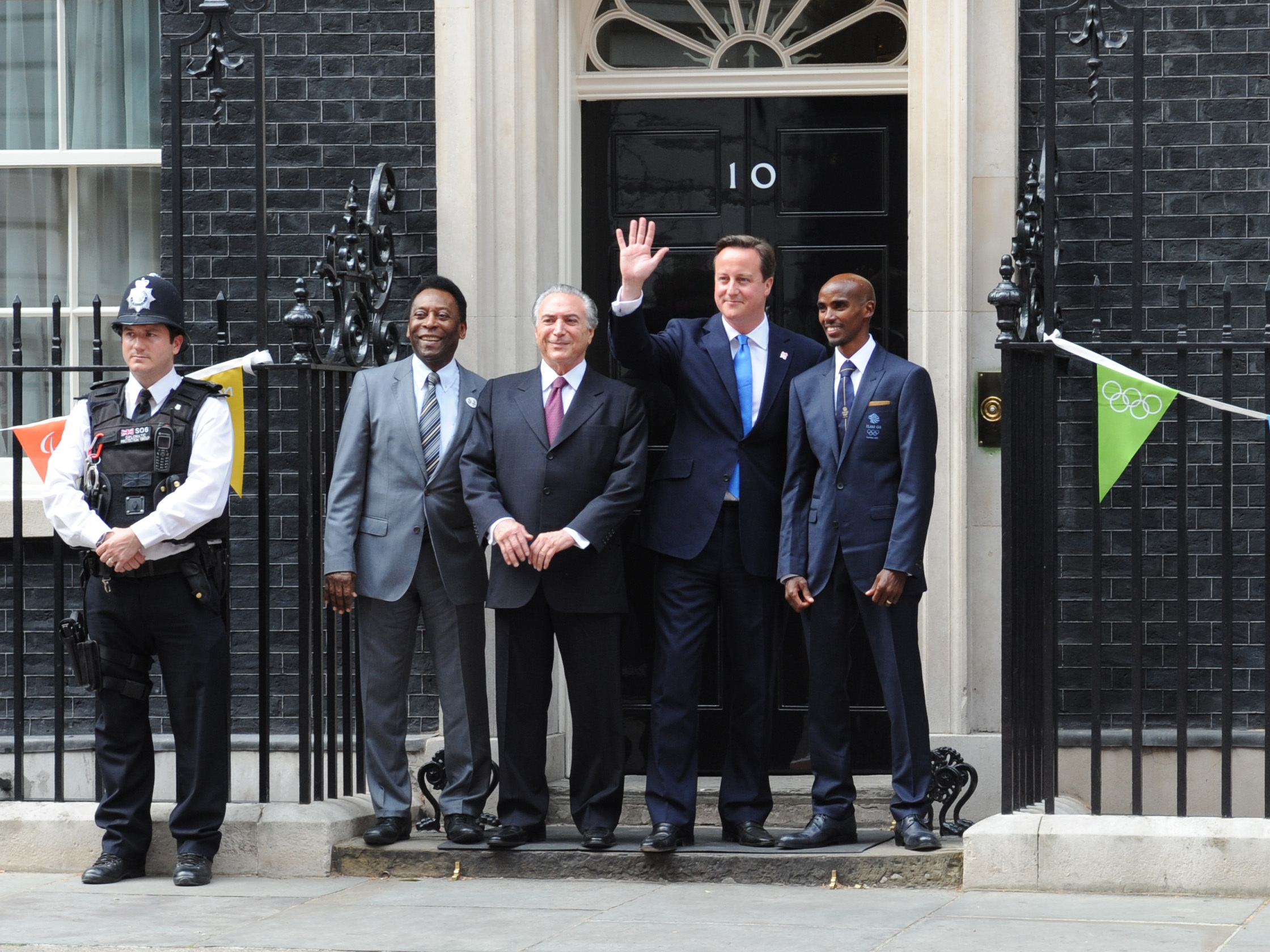
英国首相大卫·卡梅伦（向镜头挥手）于2012年在伦敦唐宁街10号外主持一次饥饿峰会，左二为贝利，右为穆罕默德·法拉。

2012年4月，《粮食援助公约》签署，这是全球首个具有法律约束力的国际粮食援助协议。2012年5月，哥本哈根共识建议，政治家和私营部门慈善家在寻求最大化援助支出效益时，应优先将抗击饥饿和营养不良作为首要任务，而将其置于对抗疟疾和艾滋病等其他优先事项之上。同月，美国总统巴拉克·奥巴马发起了“粮食安全与营养新联盟”——这是一个由私营部门、政府和民间社会各方共同参与的广泛伙伴关系，旨在“……在未来十年内实现持续且包容的农业增长，并使5000万人摆脱贫困”。英国首相大卫·卡梅伦于2012年夏季奥运会的最后一天（8月12日）召开了一次饥饿峰会.

与饥饿作斗争的行列中，也出现了越来越多的普通民众。长期以来，世界各地的人们就一直在为缓解发展中国家的饥饿做出贡献；然而，近年来，即便在全球北方经济发达国家，致力于解决本国饥饿问题的人数也迅速增加。北美地区这一现象出现得远早于欧洲。在美国，里根政府于20世纪80年代初大幅削减福利，引发慈善部门在帮助无法购买足够食物的美国人方面的努力急剧增加。根据1992年针对1000名随机抽选的美国选民进行的一项调查，77%的美国人曾以志愿者身份参与食品银行或慈善厨房等饥饿救济机构的工作，或通过捐赠现金或食物为饥饿者提供帮助。欧洲由于拥有更为完善的福利体系，对国内饥饿问题并不敏感，直到2006年末开始的食品价格通胀，以及2010年紧缩财政政策导致的福利削减开始显现后才引起关注。各项调查报告显示，超过10%的欧洲人口开始陷入食物匮乏状态。尤其自2011年以来，无论是在英国还是欧洲大陆，通过食品银行等方式开展的民间草根救助饥饿行动显著增加。

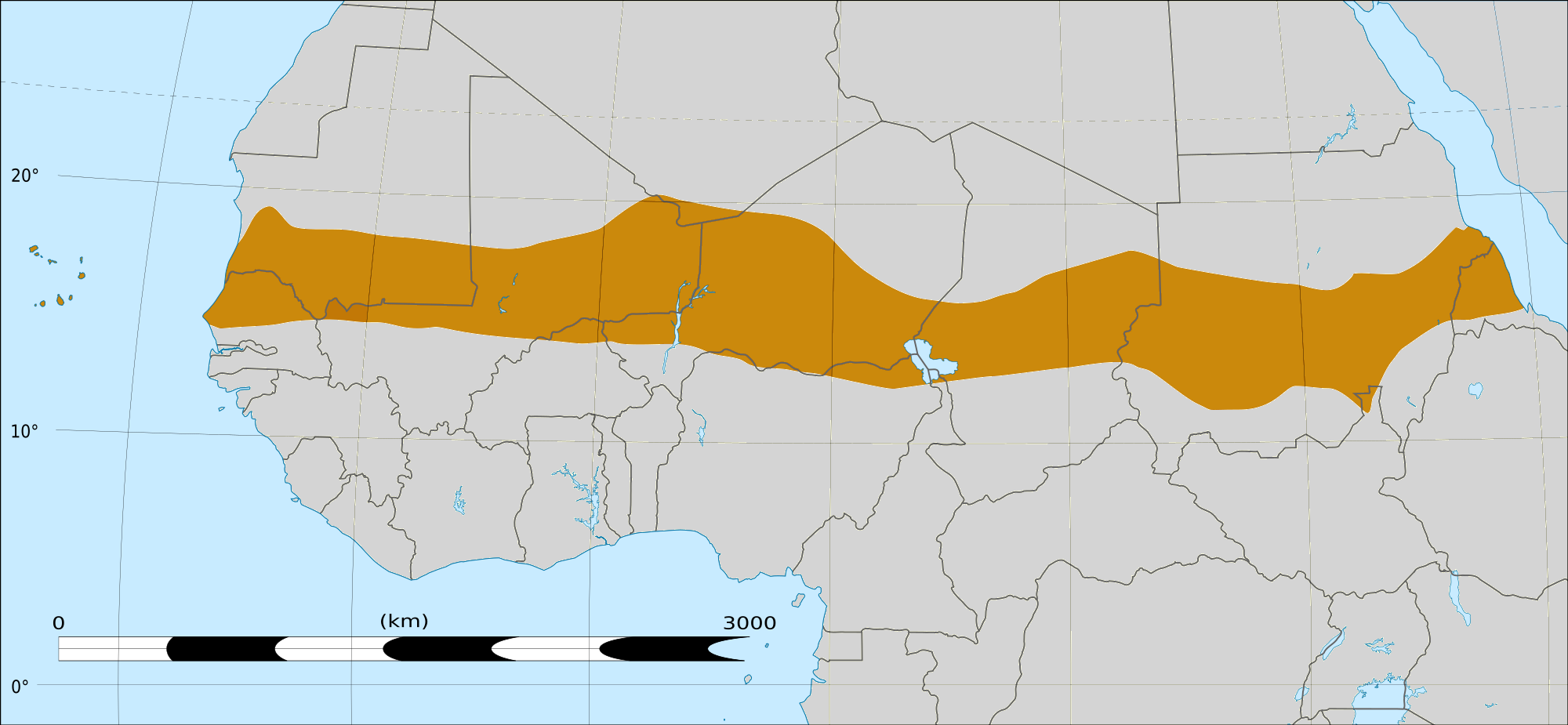
2012年干旱期间萨赫勒地带西部受影响地区

到2012年7月，美国的2012年干旱已导致谷物和大豆价格迅速上涨，并对肉类价格产生连带影响。除了影响美国国内的饥饿人群外，这一情况也推动了全球市场价格上涨；美国是世界最大的粮食出口国。这引发了人们对本世纪第三次全球粮食危机可能爆发的广泛讨论。《金融时报》报道称，与2008年和2011年早期危机相比，金砖国家受到的影响可能不会那么严重。然而，那些必须进口大量粮食的发展中国家可能会受到严重冲击。联合国和二十国集团已开始进行应急规划，以便在第三次全球危机爆发时能够及时干预。
然而，到2013年8月，人们的担忧已得到缓解，主要出口国（包括日本、巴西、乌克兰和美国）预计将获得高于平均水平的谷物收成。2014年全球收成同样良好，因此有人猜测粮价可能很快开始回落。
2013年4月，在都柏林举行的“饥饿、营养、气候正义及2015年后千年发展目标全球正义框架”峰会上，爱尔兰总统迈克尔·D·希金斯指出，仅有约10%的饥饿死亡源于武装冲突和自然灾害；持续存在的饥饿既是“现行全球体系最大的道德失败”，也是“国际社会面临的最严峻道德挑战”。 同年6月，由英国和巴西政府与儿童投资基金会联合主办的伦敦“饥饿峰会”宣布新增41.5亿美元承诺资金，以应对全球饥饿问题。
尽管2008年金融危机及同期全球粮价上涨导致生活困难加剧，联合国的全球统计数据显示，此后世界饥饿人口数量几乎年年下降。然而，到2019年，多项证据表明这一进展在近四年似乎出现逆转：饥饿人数不仅在绝对值上增加，占世界总人口的比例亦出现轻微回升。
2019年，联合国粮农组织在年度报告《世界粮食与农业状况》中指出，粮食损失与浪费可通过影响粮食安全的四个维度——可获得性、可及性、利用性与稳定性——进而对粮食安全和营养产生潜在影响。然而，减少粮食损失和浪费与粮食安全之间的关系十分复杂，并不总能带来正面结果。要达到可接受的粮食安全与营养水平，不可避免地需要承受一定程度的粮食损失与浪费：为保障供应稳定而保持的缓冲库存会导致部分粮食被损耗或废弃；确保食品安全则需剔除不安全食品，而这些被视为损失或浪费；更高质量的饮食往往包含更易腐食品。减少损失或浪费在粮食供应链中的不同环节，以及营养脆弱且粮食不安全人群的地理分布，都会影响上述四个维度的作用机制，进而对不同群体的粮食安全状况产生不同影响。
2020年4月至5月，全球多方担忧，若各国领导人不立即采取行动，新冠疫情可能导致全球饥饿人口翻倍。世界粮食计划署等机构警告，面临急性饥饿的人数或将从1.35亿攀升至约2.65亿（截至2020年底）。部分城市出现因领取紧急粮援传闻而引发的致命踩踏事件，凸显极端饥饿的严重程度。非政府组织、联合国工作人员、企业界、学术界以及多国前领导人等各方致函二十国集团和七国集团，呼吁协调应对疫情对粮食安全的冲击。
联合国粮农组织统计显示，2022年全球饥饿人口较2019年增加1.22亿人。 2022年俄乌战争爆发后，粮价上涨再次引发饥荒担忧。分析指出，即便许多中等收入国家也可能因粮价推高而出现社会动荡，这些国家的政府在新冠疫情期间已耗尽保护民众的财政能力，且尚未恢复。
2023年，全球可能有7.13亿至7.57亿人陷入饥饿，占世界人口约九分之一；在非洲则达到五分之一。2020年至2023年期间，全球中度或重度粮食不安全的总体比例未见改善：非洲饥饿形势继续恶化，亚洲大体持平，而拉丁美洲和加勒比地区有所进展。按比例计，非洲饥饿率最高，为20.4%；亚洲为8.1%；拉丁美洲和加勒比为6.2%；大洋洲为7.3%。然而从绝对人数看，亚洲仍以3.845亿人占全球饥饿人口的一半以上；非洲为2.984亿人，拉丁美洲和加勒比为4,100万人，大洋洲为330万人。

## 饥饿救助组织
全球范围内活跃着成千上万家饥饿救助组织。其中部分机构专门致力于消除饥饿，也有一些同时开展其他人道援助工作。这些组织规模不一——既有只服务单一社区的独立慈善厨房，也有跨国运营的全球性机构。全球及区域层面的组织通常将大量精力用于帮助饥饿社区提升自给自足能力，例如分享农业技术；而仅在地方层面运作的组织则更偏重于直接向饥饿人群提供食物。许多救助实体借由国家、区域与全球联盟编织成网络，以共享资源和知识，并协同行动。

### 全球
联合国在全球减缓饥饿的行动中居于核心地位，尤其通过其下的粮食及农业组织（FAO）发挥作用，并借助世界粮食计划署（WFP）、国际农业发展基金（IFAD）、世界卫生组织（WHO）和联合国儿童基金会（UNICEF）等机构共同推进。随着千年发展目标于 2015 年到期，可持续发展目标（SDGs）成为应对饥饿等发展挑战的主要框架，其中 “目标 2：零饥饿” 就终结饥饿、实现粮食安全与改善营养并促进可持续农业设定了全球一致的目标。
除联合国系统外，全球还有数百个行为体通过大型伞状组织参与饥饿问题的应对。这些行为体包括国家政府、宗教团体、国际慈善机构，甚至若干跨国企业。不过，除专门致力于饥饿救助的慈善组织外，它们对饥饿议题的优先级可能随年度而变。在许多情况下，这些组织会与联合国机构合作，但也常设定独立目标。例如，当国际社会逐步就 “零饥饿” 目标在 2030 年终结饥饿达成共识时，一些机构发起了更为积极、旨在提前于 2025 年实现该目标的倡议：
- 2013 年，国际明爱（Caritas Internationalis）启动覆盖全球明爱网络的 “一家人，人人有饭吃”（One Human Family, Food for All）行动，致力在 2025 年前根除系统性饥饿，重点提升公众认知、加强项目成效，并倡导食物权的落实。[63]

- Compact 2025：由国际粮食政策研究所（IFPRI）牵头，联合联合国机构、非政府组织与私人基金会[64]，通过提供循证政策建议，力图在 2025 年前终结饥饿与营养不良。[65] 该倡议依据樊胜根与保罗·波尔曼的研究——分析俄罗斯、中国、越南、巴西与泰国经验后认为在 2025 年消除饥饿与营养不良可行——而提出上述目标。[66]

- 2015 年 6 月，欧盟与比尔及梅琳达·盖茨基金会联合启动伙伴计划，重点应对儿童营养不良。该计划首先在孟加拉国、布隆迪、埃塞俄比亚、肯尼亚、老挝与尼日尔实施，协助这些国家改进营养信息与分析，以制定更有效的国家营养政策。[67]

#### 可持续发展目标2（SDG 2，亦称“目标2：零饥饿”）
可持续发展目标2（SDG 2）旨在到 2030 年「终结饥饿，实现粮食安全和改善营养，并促进可持续农业」。
该目标强调，消除饥饿不仅依赖提高粮食产量，还取决于健全的市场体系、土地与技术的可及性，以及农民收入的增加与效率提升。
国际粮食政策研究所（IFPRI）在 2013 年的一份报告中提出，应将可持续发展目标的重点放在消除饥饿与营养不良，而非单纯贫困，并争取在 2025 年而非 2030 年实现这一目标。
报告基于对俄罗斯、中国、越南、巴西和泰国经验的分析指出，严重饥饿人群在教育或就业等方面面临额外阻碍。为达成目标，报告提出三条路径：
1. 农业主导路径（agriculture-led）：通过提高农业生产力和可持续性来减少饥饿；
2. 社会保障与营养干预主导路径（social protection- and nutrition-intervention-led）：通过社会保障措施和营养改善项目直接干预；
3. 综合路径：结合前两种做法，通过农业发展与社会保障协同推进消除饥饿。

### 地区性
全球范围内的地区性联盟多集中于非洲，例如非洲粮食主权联盟（Alliance for Food Sovereignty in Africa，AFSA）和非洲绿色革命联盟（Alliance for a Green Revolution in Africa，AGRA）。
联合国粮食及农业组织（FAO）已与非盟的“非洲农业综合发展计划”（CAADP）框架建立合作伙伴关系，目标在 2025 年前消除非洲的饥饿。该伙伴计划涵盖多项干预举措，包括支持提升粮食生产、强化社会保障，并将“食物权”纳入各国立法。

### 国家性
在国家层面开展饥饿救助工作的组织示例包括：英国的特拉塞尔信托（The Trussell Trust）、印度的纳拉博图基金会（Nalabothu Foundation）以及美国的 Feeding America 组织。

### 地方性

#### 食物银行

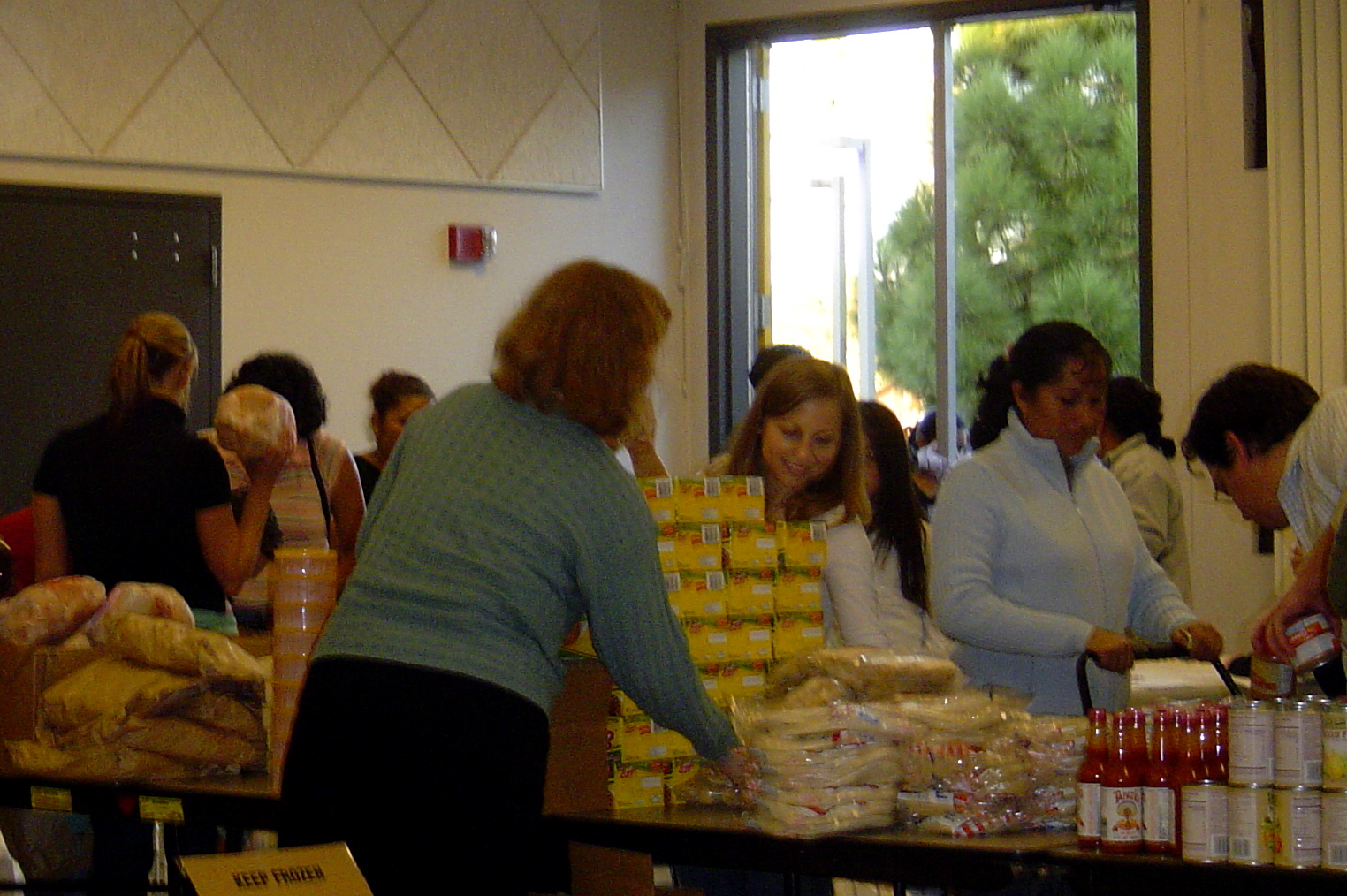
志愿者在由 Feeding America 运营的食物银行发放食品

食物银行（英语：food bank，或写作 foodbank）是一种非营利慈善机构，旨在为难以负担足够食物以免于饥饿的人群分配食物。其运营模式因地区而异：在美国、澳大利亚，以及在一定程度上的加拿大，食物银行通常扮演仓储枢纽角色——负责储存并向一线救助组织配送食物，但并不直接向饥饿者发放；而在欧洲大部分地区及其他地区，食物银行多采取一线模式，直接向有需要者分发生食包裹，通常可供其在家烹饪数餐。在美国和澳大利亚，负责直接发放生食的机构通常被称为“食物分发处”（food pantry）、“食物架”（food shelf）或“食物储藏室”（food closet）。
在欠发达国家，也存在由慈善机构运营、采用半商业化模式的食物银行，区别于前述“仓储”与“一线”两类模式。例如在马拉维等农村地区，收获后的头几个月里粮食相对便宜且充裕，之后价格逐渐上涨。当地的食物银行会在收获后大量采购粮食，并在价格上升期间以远低于市价的价格向居民出售，贯穿全年；这些机构有时也兼作支持中心，为小农户和自给农民提供多种支援服务。

#### 慈善廚房

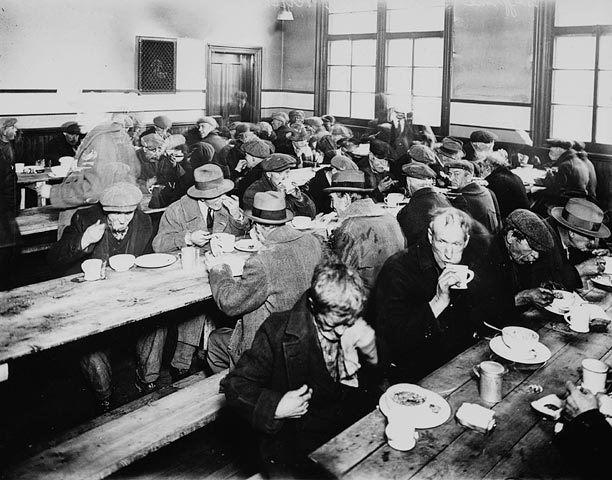
1931年加拿大魁北克省蒙特利尔的一家慈善厨房

慈善廚房（英语：soup kitchen，又称 meal center 或 food kitchen）是一种向饥饿者免费或低于市场价格提供食物的场所。此类机构多设于低收入社区，通常由教会或社区团体等志愿组织运营。施粥所常因属慈善性质，得以从食物银行免费或低价取得食材，从而更容易满足大量受助者的膳食需求。
其他类型
在地方层面，自称为“食物银行”或“施粥所”的机构通常由基督教教会运营，亦有少数由世俗民间团体主导。其他宗教也开展类似的饥饿救助，但方式略有不同。例如锡克教的 Langar（朗戈）传统，直接在锡克庙（Gurdwara）内向饥饿者提供食物。在英国等地亦有例外：部分锡克教徒既运营食物银行，也继续在其锡克庙前线分发餐食。

## 饥饿与性别

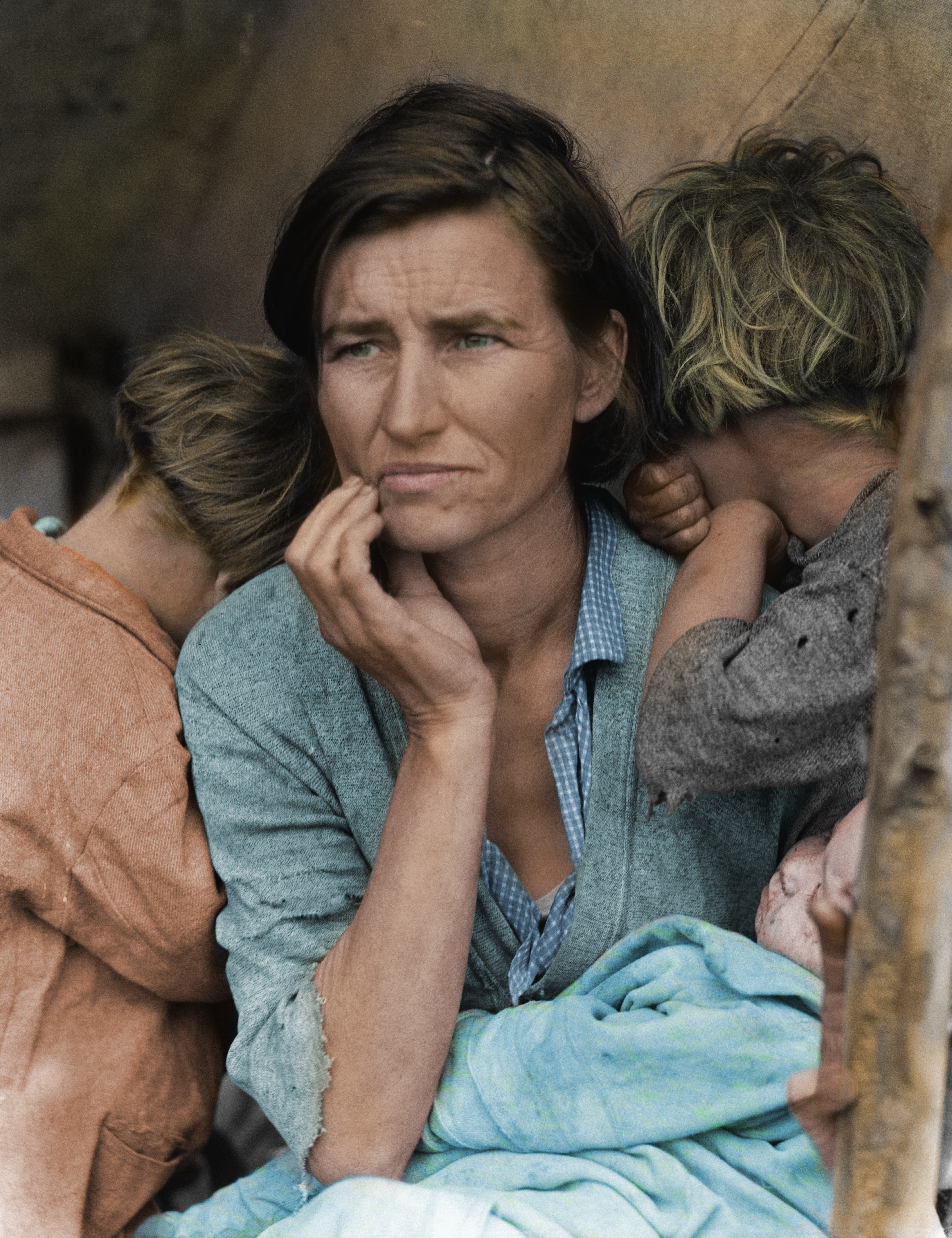
1936年，多萝西娅·兰格摄《移民母亲》（后期上色）

世界银行的研究持续显示，全球饥饿人口中约有 60% 是女性。 女性普遍面临比男性更高的经济壁垒，可获取的资源也更少，从而在粮食安全上处于劣势。
在发展中国家和发达国家，父母有时会为了让子女吃饱而自己挨饿，但女性更可能做出这种牺牲。早期文献曾认为该现象仅见于性别不平等更严重的发展中地区；然而，最新研究表明，在发达经济体中母亲亦常因节省食物而缺餐。例如，英国 Netmums 2012 年的调查发现，五分之一的母亲曾为免子女挨饿而省去自己的餐食。
单亲家庭尤其容易遭遇粮食不安全，并呈现明显的性别差异。在美国，由单亲母亲抚养子女的家庭比单亲父亲家庭更可能食物不足。 女性通常在有偿与无偿劳动之间投入更多时间于后者，这种时间分配差异也被视为加剧女性户主家庭粮食不安全的重要因素。
在不同历史时期和地区，性别亦决定了饥饿受害者能否成为激发公众赈济热情的“合适例子”。詹姆斯·弗农在《饥饿：一部现代史》中指出，20 世纪之前的英国，社会同情多只对饥饿的妇女与儿童倾注；无法养活自身及家人的男性常被视作可鄙。 第一次世界大战后，这种观念出现转变——大量曾在战场上证明男子气概却在和平时期失业的男性，引发了新的公众同情。同样，女性身份有时也利于倡导饥饿救济：弗农写道，在第二次布尔战争期间，艾米莉·霍布豪斯正因身为女性，得以将饥饿者困境带入更广泛的公共视野。

## 饥饿与年龄

### 美国
老年人不仅更易陷入饥饿，其健康亦更易因饥饿受损。在美国，2001—2011 年间，遭遇饥饿的老年人口增长了 88%。
这一年龄段慢性病负担最重，常见疾病包括心脏病、糖尿病与呼吸系统疾病。80% 的老年人至少患有一种慢性病，近 70% 的人患有两种或以上。 饥饿会加剧这些疾病的发生与恶化。2017 年的报告指出，面临饥饿的老年人罹患抑郁的可能性比不饥饿者高 60%，发生充血性心力衰竭的风险高 40%。不规律、不足的进食带来的额外压力，使这些疾病更加危险。
美国的补充营养援助计划（SNAP）向低收入老年人提供粮食安全支持，使受益者得以将部分预算用于医疗或住房账单。然而，该计划的参与度极低：不足一半符合资格的老年人领取福利，每五位符合条件者中就有三位未登记。

## 拓展阅读
- Hunger an unnatural history(2006) by Sharman Apt Russell—rather than focus on the politics and economics of hunger, this work discusses the psychological effect on individuals and also explores the topic from an anthropological perspective.

## 外部連結
- World Food Programme | WFP （页面存档备份，存于）
- Action Against Hunger | ACF-USA （页面存档备份，存于）
- Action Against Hunger | ACF-UK （页面存档备份，存于）
- The Global Food Security and Nutrition Forum (FSN Forum)
- Ten Things you can do to Fight World Hunger （页面存档备份，存于） The Nation, 13 May 2009
- United Nation 2007 report （页面存档备份，存于）
- Hunger Relief research on IssueLab （页面存档备份，存于）